# Bratoft
Bratoft – wieś w Anglii, w hrabstwie Lincolnshire. Leży 24 km na wschód od Lincoln i 184 km na północ od Londynu.